# Begoniacee
Begoniaceele (Begoniaceae) sunt o familie de plante dicotiledonate superioare (Angiospermae) care cuprinde plante erbacee, perene sau frutescente monoice, având ca tip begonia. Frunzele sunt alterne, distice, adeseori asimetrice, stipelate, întregi, uneori palmat-lobate sau palmat-fidate. Florile sunt unisexuate, monoice, cu perigon petaloid, cu tepale inegale, alcătuit din 2-6 foliole, cele mascule cu androceu din numeroase stamine, cu filamente mai mult sau mai puțin concrescute, cele femele cu gineceu tricarpelar, ovar inferior trilocular și triaripat, care conține numeroase ovule, placentația este axilară, ovarul cu trei stile concrescute, terminate cu stigmate răsucite. Fructul este o capsulă. Semințele sunt  mici, fără endosperm. Familia include 920-1450 de specii răspândite în regiunile tropicale și subtropicale, cele mai numeroase în America de Sud. Flora României cuprinde 4 specii cultivate ce aparțin genului Begonia.

## Specii din România
Flora României cuprinde 4 specii cultivate în apartamente și sere ce aparțin genului Begonia:
- Begonia maculata – Begonie pestriță
- Begonia rex – Begonie
- Begonia semperflorens – Begonie, Ghiață
- Begonia × tuberhybrida – Begonie cu tubercul